# Alma Gormedino
Alma Gormedino   (Calataiud, 1992) és una actriu espanyola, coneguda pels seus papers protagonistes en el curtmetratge Un viaje de ida y vuelta i la sèrie d'Atresmedia Vestidas de azul (2023).

## Biografia
Alma Gormedino va néixer a Calataiud, i a 18 anys es va mudar a Madrid per a estudiar interpretació. Es va formar en el Laboratori de Teatre William Layton, i després va començar a aparèixer en diverses obres de teatre i mitjans audiovisuals.
Va tenir el seu primer paper en un mitjà audiovisual en la websèrie espanyola de 2014 New Corpse, en l'episodi pilot, titulat «Joven Christian».
En 2016 va protagonitzar el curtmetratge Un viaje de ida y vuelta, en el qual va interpretar Hugo, un home jove que necessita un trasplantament de ronyó. El documental va ser dirigit per Alba Zarzuela i buscava conscienciar sobre la importància de la donació d'òrgans.
En 2023, després d'un procés de transició de gènere, es va anunciar com una de les actrius protagonistes de la sèrie d'Atresmedia Vestidas de azul, continuació de la sèrie Veneno, que es va estrenar el 17 de desembre de 2023.
Forma part del projecte It Gets Better, que busca prevenir contra el suïcidi entre adolescents transgènere i LGBT.